# Obern Grešam (Čikago)
Obern Grešam (engl. Auburn Gresham) je jedаn od sedamdeset sedam gradskih oblasti u Čikagu. Nalazi se oko 15 kilometra južno od centra grada.

## Istorija
Ova oblast јe pripojena Čikagu 1889. godine. Prvi doseljenici su bili nemački i holandski farmeri. Tokom 1850-ih godina je u ovoj oblasti izgrađena pruga. Tada su došli i Irci. Do 1918. godine je nekoliko tramvajskih linija pušteno u rad da prolazi kroz ovu oblast, što je privlačilo doseljenike. Gradski prevoz je omogućio nagli rast populacije 1920-ih godina, kada se populacija utrostručila. Tokom 1950-ih godina su prve crnačke porodice počele da se nastanjuju. To se značajnije povećalo 1960-ih godina, tako da su 1970. godine oni činili 69% ukupne populacije ove oblasti. Godine 2000. ova oblast je imala 98% stanovnika crne puti.

## Demografija
- 1920 — 19.558
- 1930 — 57.381
- 1960 — 59.484
- 1970 — 68.854
- 1990 — 59.808
- 2000 — 55.928